# Juan Carlos Toja Pintos
Juan Carlos Toja Pintos (* 26. Mai 1926 in Montevideo, Uruguay; † 30. März 2011 in Bogotá, Kolumbien) war ein uruguayischer Fußballspieler.

## Karriere
Zu Beginn seiner Karriere spielte er für den Club Atlético Progreso und war dort 1947 erfolgreichster Schütze in der Tercera División. Anschließend folgte ein Engagement bei Bella Vista in der Primera División. Im Mai 1950 wechselte Toja nach Kolumbien und schloss sich Cúcuta Deportivo an. Dort spielte er bis 1953. Anschließend war er noch für Independiente Medellín und Atlético Nacional aktiv. Insgesamt absolvierte er im kolumbianischen Fußball 115 Spiele und traf 62-mal ins gegnerische Tor. 1985 wurde sein Enkel Juan Carlos Toja Vega geboren, der ebenfalls Fußballprofi wurde. Toja Pintos verstarb 2011 im Alter von 85 Jahren.